# Amid Its Hallowed Mirth
Amid Its Hallowed Mirth — дебютный студийный альбом американской дэт/дум-метал-группы Novembers Doom, вышедший в 1995 году. В 2001 году был переиздан на лейбле Dark Symphonies.

## Предыстория
«Проблема по большей части была в общении. Интернет и электронная почта тогда еще не были доступны, и телефонные звонки в Италию с учётом языкового барьера и разницы во времени, были делом нелёгким. Более-менее удалось заключить сделку лишь на один CD».
С момента своего основания в 1989 году группа Novembers Doom записала несколько демо. Демозаписи не продавались, поскольку были предназначены для лейблов. На тот момент дум-метал не был сколько-нибудь популярен, поэтому у группы были трудности с поисками лейбла. Наконец, группой заинтересовался свежесозданный итальянский лейбл Avantgarde Music. Кюр называл это «значительным шагом для группы». Специально для лейбла Regress Records, руководство которого было в дружеских отношениях с Роберто, работавшего на Avantgarde Music, Novembers Doom в 1993 году записала двухпесенное демо, которое Роберто передал друзьям из Regress Records. При его посредничестве был заключен контракт между группой и Regress Records на выпуск альбома. Однако, после записи альбома права на него были выкуплены лейблом Avantgarde Music, который в конечном итоге и занялся выпуском альбома.

## Музыка и тексты

### Список композиций
Все тексты написаны Полом Кюром, вся музыка написана Стивом Николсоном.
| №                   | Название                 | Длительность |
| ------------------- | ------------------------ | ------------ |
| 1.                  | «Aurora's Garden»        | 7:27         |
| 2.                  | «Amour Of The Harp»      | 7:20         |
| 3.                  | «Tears Of The Beautiful» | 4:45         |
| 4.                  | «My Agony, My Ecstacy»   | 5:04         |
| 5.                  | «Bestow My Desire»       | 3:09         |
| 6.                  | «Chorus Of Jasmine»      | 7:12         |
| 7.                  | «Dance Of The Leaves»    | 2:49         |
| 8.                  | «Sadness Rains»          | 4:45         |
| 9.                  | «A Dirge Of Sorrow»      | 5:02         |
| Общая длительность: | Общая длительность:      | 47:33        |

| №                   | Название                          | Длительность |
| ------------------- | --------------------------------- | ------------ |
| 10.                 | «Nothing Earthly Save The Thrill» | 5:52         |
| 11.                 | «Seasons Of Frost»                | 7:26         |
| Общая длительность: | Общая длительность:               | 54:30        |

| №                   | Название                          | Длительность |
| ------------------- | --------------------------------- | ------------ |
| 10.                 | «Nothing Earthly Save The Thrill» | 5:52         |
| 11.                 | «Seasons Of Frost»                | 7:26         |
| 12.                 | «Scarification»                   | 4:36         |
| 13.                 | «Winter Solstice»                 | 4:34         |
| 14.                 | «Mammaliferous Earth»             | 3:35         |
| 15.                 | «Crown Of Thorns»                 | 5:46         |
| Общая длительность: | Общая длительность:               | 73:01        |

### Композиции
В начале 90-х точка зрения Кюра на творчество группы постепенно меняется. Он начинает смотреть на музыку и тексты песен намного серьёзнее, чем когда создавал группу в 1989 году. Он приходит к мысли, что демозаписи были сделаны откровенно плохо, а лирика содержала довольно скудный набор мыслей и идей. Кроме того, пережив весьма болезненный разрыв со своей подругой, музыкант решает писать тексты на основе своих эмоций, но так чтобы это не было слишком очевидно для слушателей. В своей книге он писал: «Я создал жанр, где все истинные значения сильно зашифрованы».
«Aurora’s Garden»
Эта песня основана на видении Кюром того, каким может быть Чистилище. В воскресной католической школе маленькому Кюру рассказывали, что Чистилище — это такое место между адом и раем, куда попадают люди сразу после смерти. Но попадают не все, а лишь те, у которых есть неискупленные при жизни грехи, и при этом грешники не испытывают раскаяния за эти грехи. Эта идея весьма понравилась Кюру. И данная песня посвящена двум влюблённым, оказавшимся в Чистилище после своей смерти. Они любят друг друга больше чем Господа, что является грехом с точки зрения их религии. Поскольку они не раскаиваются в своих чувствах, то их любовь не позволит им попасть в Рай.
Песня была написана под впечатлением от негатива со стороны родителей возлюбленной Кюра, запрещавшим своей дочери иметь отношения с молодым музыкантом, что в конечном итоге привело к их расставанию.
«Amour Of The Harp»
Здесь в поэтической форме описывается как негативная ситуация в отношениях превращается в позитивную. Иногда, чтобы следовать зову своего сердца, необходимо принести жертву.

## Участники записи
| Novembers Doom - Пол Кюр — вокал - Стив Николсон — гитара, бас-гитара - Джо Эрнандес — ударные - Кэти Джо Хейна — вокал Другие музыканты - Эммет Холл — ударные («Nothing Earthly Save the Thrill» и «Seasons of Frost») - Джим Бреснан — гитара («Nothing Earthly Save the Thrill» и «Seasons of Frost») | Персонал - Участники Novembers Doom — продюсеры - Джим Харви — звукорежиссёр (Breakthrough Audio, Чикаго) - Рон Рейд — сведение и мастеринг (Breakthrough Audio, Чикаго) |  |

## История релиза
Выпустив в 2007 году альбом The Novella Reservoir, группа занялась переизданием своего старого материала. 27 мая 2008 года альбом Amid Its Hallowed Mirth был перевыпущен лейблом The End Records. В издании 2008 года в дополнение к 9 оригинальным трекам были добавлены 2 дополнительные песни (ранее выходившие в составе переиздания 2001 года), и все 4 песни с демозаписи 1990 года Scabs. Критики отмечали, что с учётом возросшей популярности группы крайне интересно ознакомиться с их ранними творениями. Кроме того, по их мнению, коллекционеров должны были привлечь дополнительные треки на новом издании.